# 克雷斯皮亚
克雷斯皮亚，是西班牙加泰罗尼亚赫罗纳省的一个市镇。总面积11平方公里，总人口256人（2013年），人口密度22.5人/平方公里。